# مسجد تيكي (جيروكاستر)
مسجد تيكي (بالألبانية: Xhamia e Teqesë) هو مسجد في جيروكاستر، ألبانيا. إنه نصب ثقافي ألباني.
وصفه المستكشف الشهير أوليا جلبي في القرن السابع عشر. يُرجع نقش تاريخ المسجد إلى عامي ١٧٣٢ و١٧٣٣ (هـ ١١٤٥). رغم  تسميته بـ"تيكي" بناءً على واصفه الأول، إلا أن السكان المحليين يُطلقون عليه اسم "مسجد مش". كان لا يزال قائمًا حتى عام ١٩٦٧.